# Weiß Kreuz
Weiß Kreuz (яп. ヴァイスクロイツ) — романтична манґа, аніме та CD-драма, розповідь і ранобе створена манґака, більш відомого як сейю Такехіто Коясу і Цутія Кеко. Манги намальовані за сюжетом знятого раніше аніме Білий хрест. Манга, оповідання та драми демонструють історії, що відбуваються поза аніме; манга чи не дублює сюжет аніме. Крім усього перерахованого вище, з проектом Weiß пов'язаний ряд книг. Це офіційні додзінсі Ja! Weiß, артбуки, фотоальбоми й нотні збірники.
Усього були намальовані дві частини манґи. Одна, An Assassin and White Shaman, створена  Кеко Цутією, закінчена і перекладена російською. Друга, Weiß Side B, створена Омін Секо в 2002 році, закінчена, навіть на російську мову поки переведена не повністю. Українською манґа, як і аніме, — поки що не перекладені.
За мангою у 2000 році вийшов аніме-серіал, який має два сиквели: «Weiß Kreuz Glühen», «Weiß Kreuz OVA». Аніме оповідають про команду вбивць, захисників справедливості. Project Weiß — проект неординарного японського сейю, Коясу Такехіто, розпочатий у 1996 році з радіопередачі Weiss Kreuz. Головні герої — чотири молоді людини, що працюють у команді тіньового правосуддя під назвою Вайсс. Сюжет заснований на історії одного з них, Фудзіма Рана, що почалася з моменту загибелі його батьків. За мотивами цього проекту були намальовані дві частини манги — одна, An Assassin and White Shaman, створена  Кеко Цутією, закінчена і перекладена російською. Друга, Weiß Side B, створена Омін Секо в 2002 році, закінчена, навіть на російську мову поки переведена не повністю. Українською манґа, як і аніме — поки що не перекладені.
Показ Першого сезону аніме пройшов в Японії з 8 квітня 1998 року по 30 вересня 1998-го на каналі TV Tokyo в 2:15 ночі. 25 листопада 1999-го була показана перша частина OVA, 26 січня 2002 року — друга. Другий сезон аніме проходив з 28 листопада 2002-го по 20 лютого 2003 року. Всього Вийшла 25 серій Першого сезону, Дві Серії OVA й 13 серій іншого сезону.

## Опис
Ая, Едзі, Кен і Омі є чотири молодих людини, які складають Weiß Kreuz (WK), вбивчу групу, хто усуває певні загрози для суспільства. Кожен член має свій власний товарний знак бойового стилю. Ая має великий досвід по боротьбі з катаною, Едзі освоїв мистецтво удушення, Кен смертельний зі своїми металевими кігтями, а Омі спеціалізується на широкому спектрі снарядів. Під командуванням таємничого чоловіка, відомого тільки як «Персії», WK відправляється, щоб усувати наркоділків, терористичні угруповання тощо. Але, як справи йдуть вперед, вони виявляють, що більшість, якщо не всі, погані елементи, з якими вони мали справу, так чи інакше пов'язані з сім'єю Такаторі. Сім'я Такаторі багата, потужна і впливова. Здається, якщо вони здолають цю проблему, WK доведеться покласти край одному з найвідоміших кланів Японії.

### Сюжет першого сезону аніме
|                    | Вайсс … Вони вистежують злочинців, які зуміли уникнути покарання і переховуються в пітьмі. Вони творять правосуддя. Вони борються з темрявою. |
| — (c) Project Weiß | |

Вайсс — це команда вбивць. Чотири людини, мета яких — знищення злочинців, проти яких безсилий закон.
Вайсс живуть і працюють флористами в маленькому магазинчику «Конеко але суму іе» («Будинок, де живуть кошенята»), а ночами займаються своєю основною діяльністю — відновленням справедливості. Вони вбивають, використовуючи на місіях кодові імена. 

Основними противниками Вайсс є дві команди, пов'язані з Такаторі. Це Шварц — команда паранорма, що охороняє головного ворога Аі — Такаторі Рейдзі, і Шрайент — команда жінок, що захищає сина Рейдзі, Такаторі Масафумі.
«Бути Вайсс — це не просто числитися в команді з такою назвою. Кожен з чотирьох Вайсс веде власну битву, в ході якої йому доводиться битися не тільки зі злочинцями, а й з тими, кого за інших обставин він міг би назвати друзями або коханими. Що стали пішаками в чужій грі, Вайсс повинні зрозуміти своє істинне призначення, знайти свій шлях і сенс життя. Головна битва, яку кожному з них належить виграти або програти, — це битва з самим собою за право залишатися людиною».

## Основні персонажі

### Команда Вайсс
Команда Вайсс і її окремі учасники з'являються майже в усіх творах проекту. А також два її нових учасника з'являються в Weiss Kreuz Gluhen.
- Фудзіма Ая — сейю Такехіто Коясу. Головний герой, чия доля описується практично у всіх творах проекту, Фудзіма Ая. Він прагне помститися за батьків, убитих багатієм Такаторі Рейдзі, і сестру, що впала в кому. Крім Аі йдеться також про його колег. (Кодове ім'я: Абісінець) — японець. володіє катаною.

- Хідака Кен — сейю Січі Томоказу. Професійний футболіст, зраджений найкращим другом. Переживши спробу вбивства, Кен почав працювати в Вайсс. (Кодове ім'я: Сибіряк) — японець. Володіє бангаком.

- Кудо Едзі — сейю Мікі Шінічіро. Колишній детектив, що потрапив у Вайсс після смерті своєї напарниці, Аски. (Кодове ім'я: Балінез) — японець. Володіє дротом, захованої в наручних годинниках.

- Такаторі Мамору — сейю Юкі Хіро. (Кодове ім'я: Бомбеец) — японець. Володіє арбалетом, луком, дротиками, в манзі метає сюрікени.

- Тсукійоно Омі — сейю Юукі Хіро. Дитиною був викрадений з дому. Батьки відмовилися платити викуп. Омі врятував Персія.

- Кісарагі Такеру — сейю Ямагуті Каппей. (Кодове ім'я: ЛаПерм) — японець. Володіє чакрою.

- Персія — таємничий керівник Вайсс, дає їм місії і забезпечує прикриття.

- Агурі Ке — сейю Огіхара Хідекі. (Кодове ім'я: Гавана) — японець. Володіє томагавком.

### Команда Шварц
Команда Шварц з'являється в манзі An Assassin and White Shaman, обох сезонах аніме, OVA, і CD-драмах про цю команду.
- Бред Кроуфорд — (Кодове ім'я: Оракул) — американець, 27 років. Входить в команду Шварц. Псі-здатності: передбачення найближчого майбутнього. Користується пістолетом. Сейю — Окіаю Ретаро

- Шульдіх (Schuldig) — (Кодове ім'я: Mastermind) — німець, 22 роки. Входить в команду Шварц. Псі-здатності: телепатія, контроль над свідомістю, швидкість. Користується пістолетом. Сейю — Мідорікава Хікару.

- Фарфарелло (Джей) — (Кодове ім'я: Берсерк) — ірландець, 20 років. Входить в команду Шварц. Псі-здібності: може відокремлювати дух від тіла, не відчуває болю і не відчуває страху, пирокинез. Користується стилет ом, ніж ом і переносний ракетною установкою. Сейю — Накао Рюсей.

- Наое Нагі — (кодова имя: Prodigy) — японець, 15 років. Входити в команду Шварц. Псі-здатності: психокінез. Сейю — Сасакі Нодзому.

## Оповідання та ранобе

### Розповідь
- «Ranjatai» (Рандзятай)
- Автор: Кавара Юдзі
- Опублікований у книзі OAV Book ~ Verbrechen & Strafe ~.

### Ранобе
- «Forever White» (Білий назавжди)
- Автор: Канемакі Кен'іті
- Ілюстрації: Цутія Кеко
- Виходила з липня по грудень 1997 року у журналі Animage.

## CD-драми
- Dramatic Image Album I «Eternal Angel I» (Вічний ангел I)
- Dramatic Image Album II «Eternal Angel II» (Вічний ангел II)
- Dramatic Collection I «The Holy Children» (Святі діти)
- Dramatic Collection II «Endless Rain» (Нескінченний дощ)
- Dramatic Collection III «Kaleidoscope Memory» (Калейдоскоп спогадів)
- Dramatic Precious 1st stage «Sleepless Night» (Безсонна ніч)
- Dramatic Precious 2nd stage «Tearless Dolls» (Ляльки не плачуть)
- Dramatic Precious 3rd stage «Hopeless Zone» (Смуга безнадійності)
- Dramatic Precious Final stage «Dreamless Life» (Життя без мрії)
- «Crashers: Knight and Ran I» (Крашерс: «Лицар» («Кінь») і Ран I)
- «Crashers: Knight and Ran II» (Крашерс: «Лицар» («Кінь») і Ран II)
- Weiß Kreuz OVA Original Soundtracks «Verbrechen — Strafe»
- Dramatic Image Album III «Schwarz I» (Шварц I)
- Dramatic Image Album IV «Schwarz II» (Шварц II)
- Wish a Dream Collection I «Flower of Spring» (Весняна квітка)
- Wish a Dream Collection II «A four — leaf Clover» (Чотирилисник)
- Wish a Dream Collection III «Orchid Under the Sun» (Орхідея під сонцем)
- Wish a Dream Collection IV «First Mission» (Перша місія)
- «Fight Fire with Fire» (Вогнем проти вогню)
- «Weiß Kreuz Gluhen Dramatic Soundtrack I»
- «Weiß Kreuz Gluhen Dramatic Soundtrack II»
- «Theatre of Pain» (Театр болю)
- 7 дисків Radio Selection — записів радіопередач за участю сейю Вайсс.

## Аніме

### OVA «Verbrechen» (Злочин) / «Strafe» (Покарання)
OVA-1 «Verbrechen» 

OVA-2 «Strafe»

## Музика
У 1997 році була організована група Weiß. До її складу як вокалістів увійшли чотири сейю, що озвучують учасників команди Вайсс. Музику для групи в основному писав Нісіока Кадзуо.
З 1997-го по 2003 роки група випустила 5 альбомів, 8 синглів, 4 диска з саундтреками до аніме, 8 відеокліпів і 3 відеозаписи концертів. Крім цього, пісні групи Weiß виходили на дисках із CD-драмами проекту.
Нині діяльність групи припинена.